# Rosema lappa
Rosema lappa är en fjärilsart som beskrevs av William Schaus 1892. Rosema lappa ingår i släktet Rosema och familjen tandspinnare. Inga underarter finns listade.